# Bola de piedra tallada

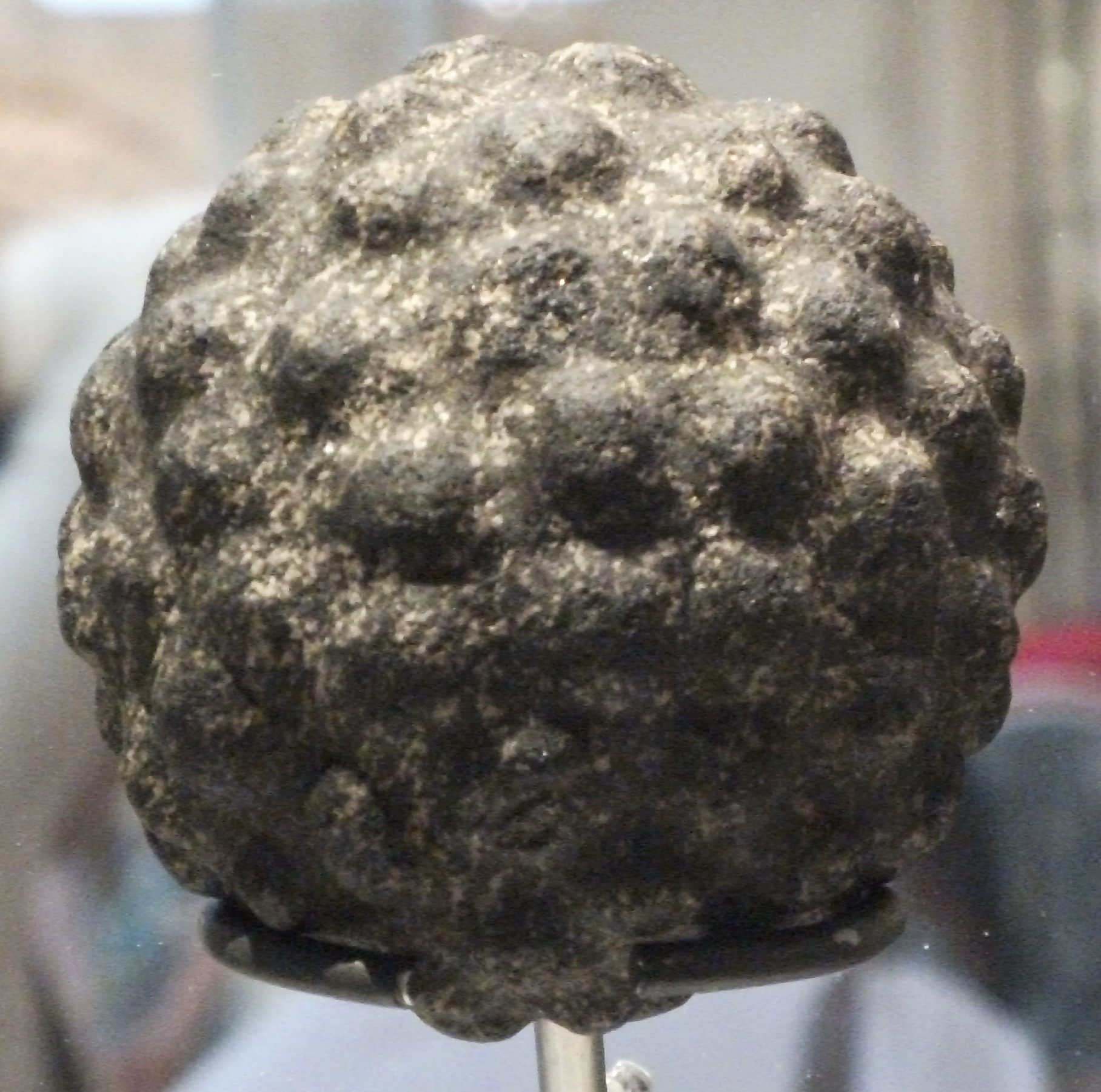
Bola de piedra tallada, datada del Neolítico, con múltiples abultamientos.

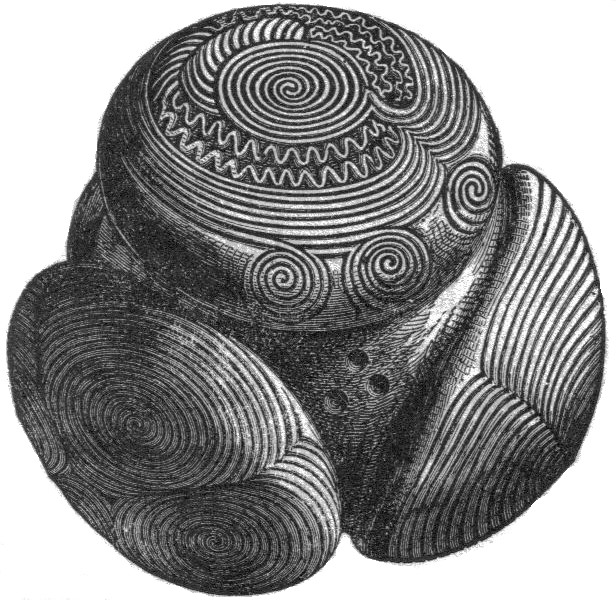
Un ejemplo de bola de piedra tallada encontrada en Towie, Aberdeenshire, datado entre 3200 y 2500 a. C. La bola está decorada profusamente con ondas, círculos, espirales, puntos y otras formas.

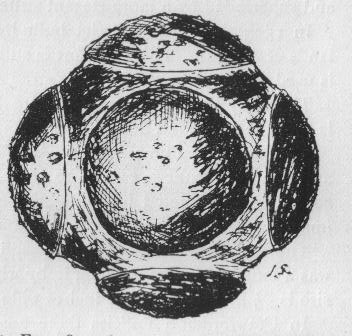
Bola de piedra tallada de arenisca de grano fino, 64 mm de diámetro, con la superficie ornamentada por seis discos proyectados ligeramente, encontrada en la granja Jock's Thorn en Kilmaurs, East Ayrshire, Escocia (NS 417 410).

Una bola de piedra tallada es una petroesfera, usualmente esférica y en ocasiones ovoide. Tienen entre 3 y 160 abultamientos que sobresalen en la superficie. Su tamaño es bastante uniforme, alrededor de 7 cm de diámetro. Datan de finales del Neolítico, y posiblemente llegan hasta la Edad de Hierro y se encuentran principalmente en Escocia, aunque también en el resto de Gran Bretaña e Irlanda. Se encuentran desde las que carecen de ornamentación (aparte de las protuberancias) a las que tienen patrones de grabado extensos y altamente variados. Una amplia gama de teorías se han planteado para explicar su uso o significado, sin que ninguno haya obtenido muy amplia aceptación.

## Antigüedad y localización
Las bolas de piedra tallada llegan hasta los 4000 años de antigüedad, procedentes de finales del Neolítico y se prolongan hasta, al menos, la Edad del Bronce.
Casi todas han sido encontradas en el noreste de Escocia, la mayoría en Aberdeenshire, la tierra fértil que se extiende al este de los montes Grampianos. Una distribución similar a la de los símbolos pictos llevó en un principio a la suposición de que las bolas talladas de piedra eran artefactos pictos. Los hallazgos de Aberdeenshire coinciden con inusuales círculos de piedra «reclinados», lo que sugiere un origen neolítico. Como son objetos fáciles de transportar, algunos han sido encontrados en Iona , Skye, Harris, Uist, Lewis, Arran, Hawick, Wigtownshire y quince de Orkney. Fuera de Escocia se han encontrado ejemplos en Irlanda en Ballymena, y en Inglaterra, en Durham, Cumbria, Lowick y Bridlington. Los diámetros de las bolas más grandes (90 mm) corresponden a ejemplares de Aberdeenshire, excepto uno, de Newburgh en Fife.
A finales de 1970 se habían registrado un total de 387. De estas, con mucho, la mayor concentración (169) se encontró en Aberdeenshire. Para 1983 la cifra había aumentado a 411, y en la segunda década del siglo XXI se tenían contabilizadas 425.
En 2013, los arqueólogos descubrieron una bola de piedra tallada en el Ness de Brodgar, un hallazgo de tal objeto in situ «en un contexto arqueológico moderno» [Well, hardly anyone has ever found a carved stone ball in a modern archaeological context], hasta ahora casi todas habían sido encontrada descontextualizadas lo que las hacía no datables.

## Contexto arqueológico
Muchas de las bolas grabadas no han tenido su contexto de descubrimiento y la mayoría se han encontrado como consecuencia de la actividad agrícola. Cinco fueron desenterradas en el poblado de Skara Brae y otra en el castro de Dunadd. La distribución de las bolas es similar a la de las cabezas de maza, que eran las armas y objetos de prestigio utilizados en situaciones ceremoniales.< La falta de contexto puede distorsionar la interpretación. Es probable que los hallazgos al azar hayan sido recogidos e incorporados a las colecciones al ser estéticamente atractivas. Bolas dañadas o lisas tenían menos probabilidades de encontrar mercado que los ejemplares decorados por lo que algunas de estas últimas podrían ser fraudulentas.

## Características físicas

### Materiales

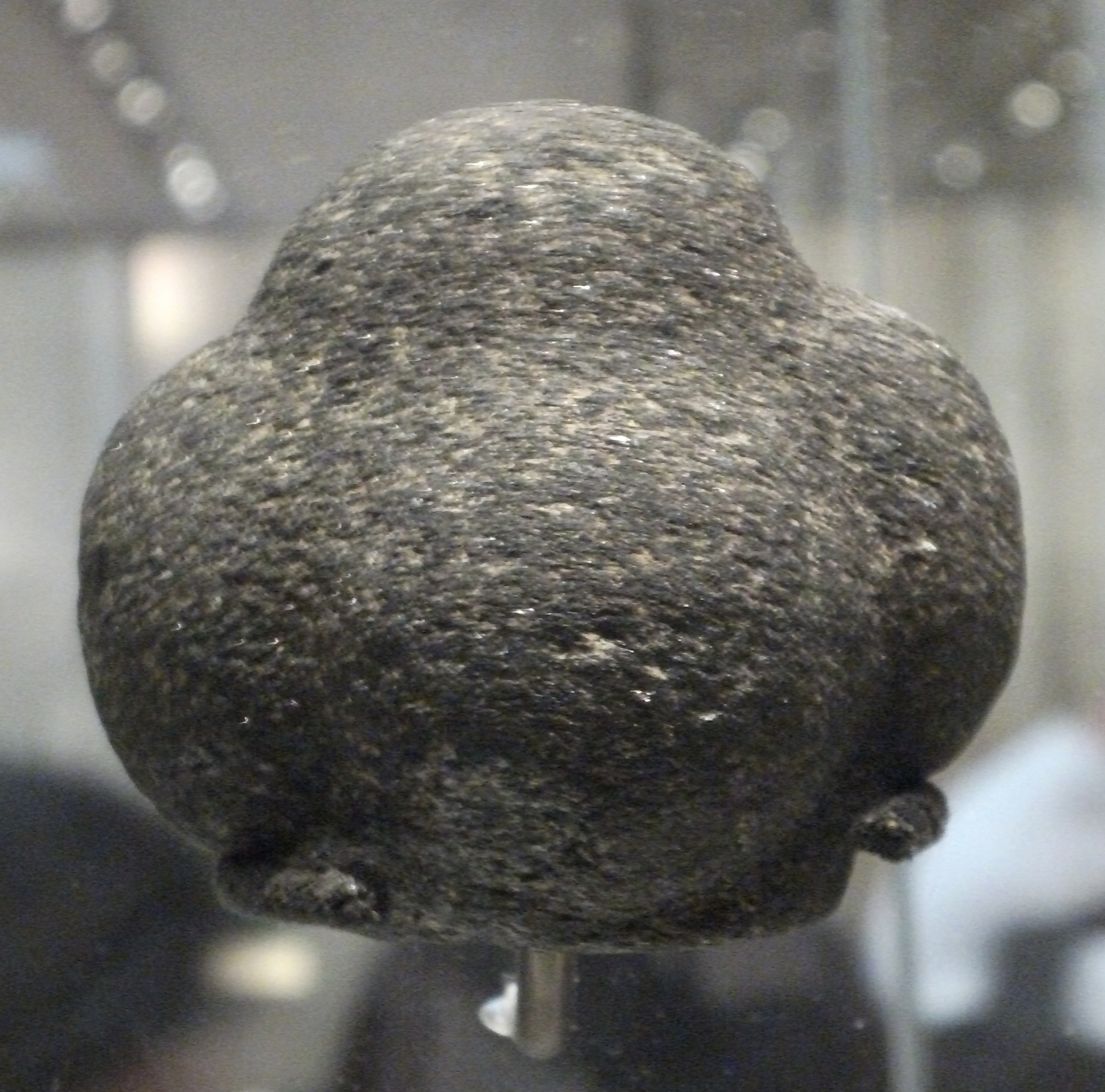
Ejemplar sin decoración conservado en el Museo Británico.

En muchas ocasiones se dice que están hechas de greenstone, pero esto es un término general para todas las variedades de rocas ígneas, verdos oscuras, incluyendo dioritas, serpentinita y basaltos alterados. Cuarenta y tres son de piedra arenisca, incluyendo Old Red Sandstone, 26 de piedra verde y 12 de cuarcita. Nueve eran serpentinita y habían sido talladas. Algunas estaban hechas de grabo, y un material difícil de tallar. Areniscas con formas redondeadas y ovales naturales se encuentran a veces. Se observan ejemplares hechos de gneis hornblenda y gneis granítico, ambas piedras muy difíciles para trabajar. Rocas graníticas también fueron utilizadas y el famoso ejemplar de Towie podría ser picrita serpentínica. Las muestras altamente ornamentadas fueron hechas principalmente de arenisca o serpentina. Parte de las bolas no han sido aún totalmente inspeccionadas o sometidas a pruebas para determinar su composición.

### Arqueología experimental
El uso de técnicas de fabricación auténticas (picoteo y molienda), réplicas completas han sido realizadas por un investigador de la Universidad de Exeter. Se demostró que se podrían hacer uso de la tecnología prehistórica sin recurrir al uso de herramientas de metal.

### Tamaño, forma y salientes
De las 387 conocidas bolas de piedra tallada, 375 son de unos 70 mm de diámetro, pero doce tienen diámetros de 90 a 114 mm. Solo siete son ovaladas. Son, por tanto, del tamaño de pelotas de tenis o naranjas.
Casi la mitad tiene seis prominencias, tres tienen tres, 43 tienen cuatro, tres tienen cinco, dieciocho tienen siete, nueve tienen ocho, tres tienen nueve, 52 tienen entre diez y 55, y finalmente 14 tienen entre 70 y 160 abultamientos.

### Ornamentación

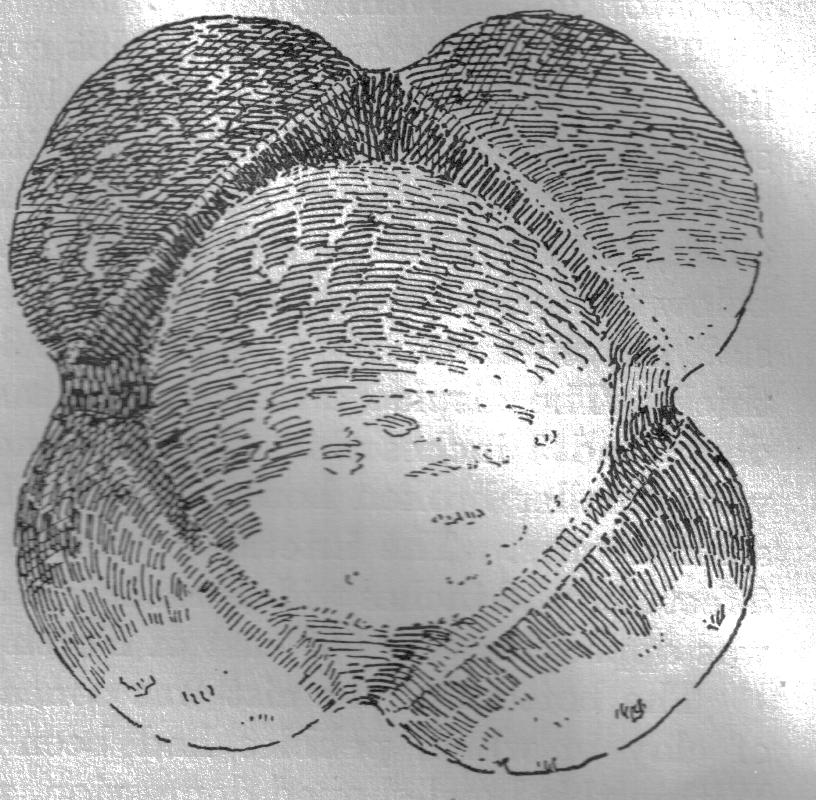
Un ejemplar procedente de la granja Golspie Towers, encontrada en 1933.

La decoración utilizada se divide en tres categorías: las que tienen espirales, las que tienen círculos concéntricos y aquellas con patrones de líneas rectas incisas y sombreados. Más de un diseño puede estar utilizado en la misma bola y el nivel de obra varía desde el muy simple hasta el altamente profuso que solo un artesano excepcionalmente cualificado podría haber producido. Algunas bolas tienen diseños en los espacios intermedios entre los botones que deben ser significativos en el contexto de la utilización especulado de estos artefactos. Veintiséis de las bolas de seis nudos están decoradas. Los ejemplares de las islas Orcadas son inusuales, ya sea estando completamente ornamentadas o de otra manera inusual en la apariencia, como la falta, salvo un ejemplar, del tipo frecuentemente encontrado de seis protuberancias. El metal puede haber sido utilizado para trabajar algunos de los diseños.
La bola de Towie tiene algunas similitudes de diseño con las tallas en los tambores de Folkton. Estos fueron encontrados en un túmulo en Inglaterra y están hechos de creta con tallas elaboradas, entre las que hay distintos óculos u ojos. Líneas concéntricas talladas en las bolas de piedra parecen ser óculos estilizados. Esta bola también tiene en una disposición triangular tres puntos en un espacio intermedio entre los abultamientos. Esta parece ser idéntica a la disposición de los puntos que se encuentran en el anillo de cierre de la cadena de plata Parkhill, que se encuentra cerca de Aberdeen, un artefacto picto. Es posible que los puntos representan un nombre, ya que algunos de los símbolos pictos al menos se cree que representan los nombres de personas.
Las espirales u ornametación plástica similar a la cerámica estriada (Grooved Ware) se encuentra en los ejemplares de Aberdeenshire, siendo este un tipo de cerámica del Neolítico tardío que no se conoce en el noreste, pero común en las Islas Orcadas y Fife. Las tallas de Newgrange, en Irlanda, muestran fuertes similitudes con las encontradas en algunas bolas. 